# ناوشکن کلاس گوانگ‌گه‌تو بزرگ
ناوشکن های کلاس گوانگ‌گه‌تو بزرگ ( کره‌ای: 광개토대왕급 구축함; هانجا: 廣開土大王級 驅逐艦   )، که اغلب KDX-I نامیده می شود، ناوشکن هستند، اما توسط برخی به عنوان ناوچه طبقه بندی می شوند،  که توسط نیروی دریایی جمهوری کره اداره می شود. این اولین مرحله از برنامه آزمایش ناوشکن کره‌ای نیروی دریایی جمهوری کره بود، در انتقال نیروی دریایی جمهوری کره از یک نیروی دفاعی ساحلی به یک نیروی دریایی آب‌های آبی.